# Вожакин, Георгий Михайлович
Георгий Михайлович Вожакин (1921—2003) — участник Великой Отечественной войны, командир батареи 447-го стрелкового полка (397-я стрелковая дивизия, 61-я армия, 1-й Белорусский фронт), старший лейтенант. Герой Советского Союза.

## Биография
Родился 25 августа 1921 года в с. Осколково (ныне Алейского района Алтайского края) в семье рабочего. Русский.
Образование среднее. С декабря 1941 года учился на метеорологическом факультете Высшего военного гидрометеорологического института. Затем был переведён в Харьковское артиллерийское училище, эвакуированное к тому времени в узбекский город Фергана.
В марте 1943 года окончил училище с присвоением воинского звания «лейтенант» и был назначен в действующую армию командиром взвода истребительно-противотанковой батареи. Член ВКП(б)/КПСС с 1944 года.
В период наступательных действий полка с 7 по 15 марта 1945 года батарея, которой командовал старший лейтенант Вожакин, уничтожила 18 станковых и ручных пулемётов, 75-мм пушку и 40 вражеских солдат и офицеров. Старший лейтенант Георгий Вожакин 17 апреля 1945 года на плотах под огнём врага переправил батарею на левый берег Одера в районе населенного пункта Хоэнвутцен (14 км севернее города Врицен, Германия) и участвовал в отражении контратак противника на захваченном плацдарме.
После войны продолжал службу в Советской Армии. В ноябре 1945 года, находясь на службе в советских оккупационных войсках в Германии, Вожакин получил воинское звание капитана. В течение восьми лет после войны он командовал батареей во 2-й гвардейской Таманской мотострелковой дивизии, после чего по состоянию здоровья был направлен в распоряжение военного комиссара Тульской области и проходил службу в Епифанском, Дедиловском, Товарковском, Богородицком военкоматах Тульской области, а с 1969 года возглавлял Щекинский объединённый городской военный комиссариат. С этой должности он ушёл в запас в 1977 году в звании полковника.
Почётный гражданин г. Щёкино (27.9.2001 г.).
Умер 29 сентября 2003 года.

### Семья
Сыновья Георгия Михайловича пошли по стопам отца, связав свою жизнь с военной службой:
- старший — Михаил (род. 1952), окончил Московское суворовское училище, затем — высшее командное училище и военную академию, в настоящее время генерал-полковник;
- средний — Николай, выпускник Тульского высшего артиллерийского инженерного училища;
- младший — Андрей, находился в составе Ограниченного контингента советских войск в Афганистане, награждён орденом Красной Звезды.

## Награды
- Звание Героя Советского Союза присвоено 31 мая 1945 года[2].
- Награждён орденом Ленина, двумя орденами Отечественной войны 1 степени, орденом Отечественной войны 2 степени, Красной Звезды, «За службу Родине в Вооруженных силах СССР» 3-й степени и медалями, среди которых медаль «За отвагу» (1944).